# Встреча на переправе
«Встреча на переправе» — советский художественный фильм 1963 года.

## Сюжет
Кончилась война. Демобилизованный солдат Чепурнов едет к своей невесте Варе Карповой, которую знает по переписке. По пути на пароме Чепурнов знакомится с перевозчицей Клавдией. Молодая женщина знает его невесту и знает то, что Валентина писала не только Чепурнову. Но об этом она молчит — ей нравится задумчивый солдат, и она не хочет его расстраивать. А солдату нравится Клавдия, и он уже все знает про неё и знает то, что она одна растит сына. Но он едет к Валентине, потому что обещал. Долго Чепурнов там не задержится…

## В ролях
- Инга Шантырь — Клава
- Геннадий Фролов — Чепурнов
- Игорь Цветков — Ванюша, сын Клавдии
- Всеволод Санаев — председатель колхоза
- Борис Новиков — Уваров, балагур с гитарой
- Пётр Любешкин — старый солдат
- Ольга Маркина
- Елена Максимова — эпизод
- Раднэр Муратов — эпизод

## Съёмочная группа
- Режиссёр: Гавриил Егиазаров
- Автор сценария: Владимир Беляев
- Оператор: Семен Шейнин
- Художник-постановщик: Алексей Пархоменко
- Композитор: Владимир Юровский
- Текст песен: Михаил Матусовский
- Звукорежиссёр: Арташес Ванециан
- Монтаж: Валентина Кулагина  Читать полностью:http://www.km.ru/kino/encyclopedia/vstrecha-na-pereprave